# Bišumuiža
Bišumuiža connue sous le nom allemand de Bienenhof est un voisinage (en letton : apkaime) de Riga en Lettonie.

## Géographie
Éloigné de 4,5 km du centre historique Vieux Riga,  Bišumuiža est situé sur la rive gauche du fleuve Daugava dans l' arrondissement de Zemgale. 
Bišumuiža borde les voisinages de Katlakalns, Ziepniekkalns et Salas et Ķekavas novads. 
Ses frontières sont les rues Ziepniekkalna iela, Bauskas iela, Doles iela et le lit de la Dzirnupīte. 
Elles forment en tout un périmètre de 6 569 m. Avec sa superficie de 2,243 km2 cette subdivision est deux fois plus petite que la superficie moyenne des autres voisinages,. En 2011, il compte 2 354 habitants.

## Transports
- Bus: 12, 23, 26
- Tram: 10

## Galerie

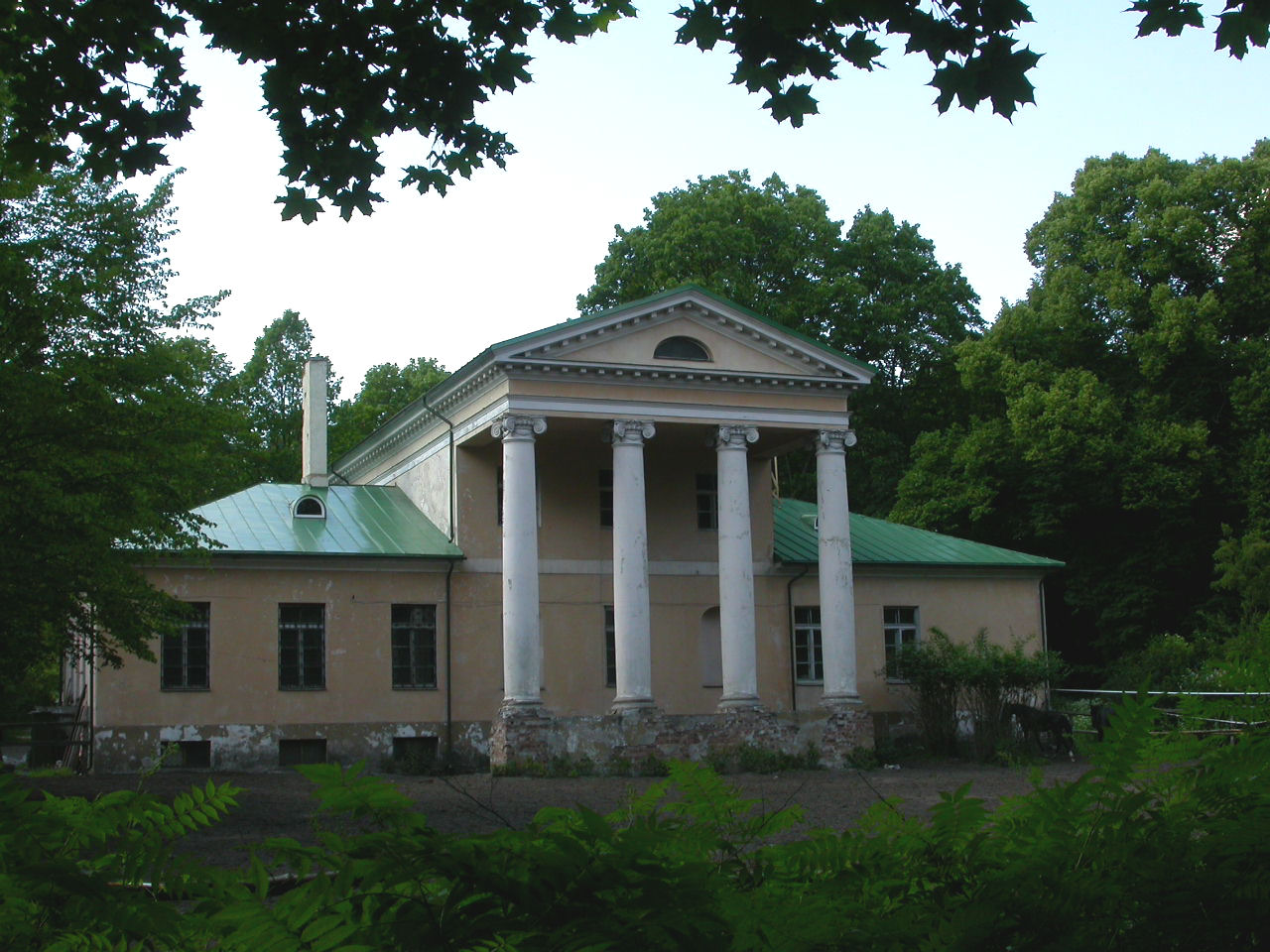
Manoir de Bienenhof.
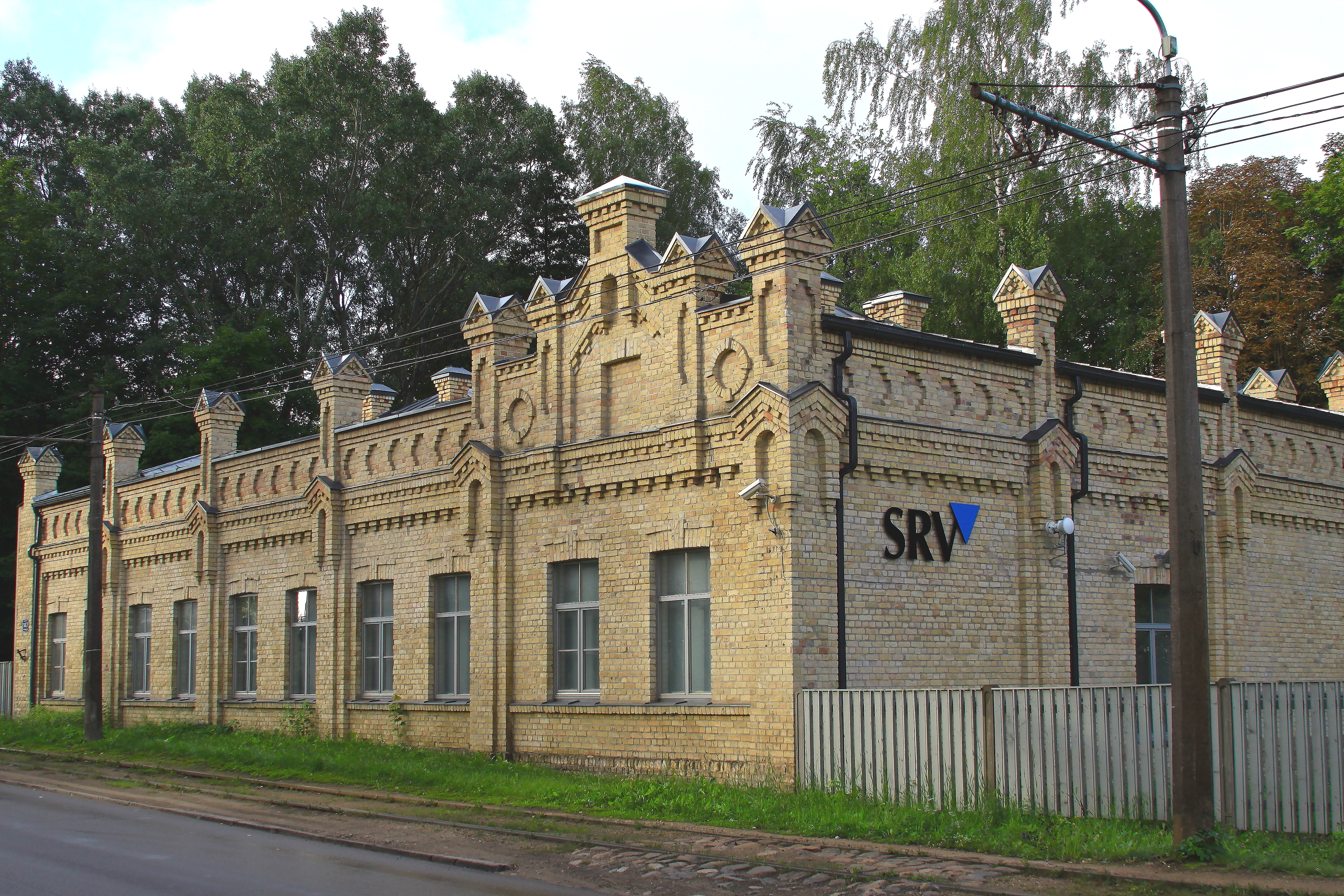
Le bâtiment de l'ancien moulin de Bienenhof.